# Aleksandar Pavlović (basket-ball)
Pour les articles homonymes, voir Aleksandar Pavlović et Pavlović.
Aleksandar « Saša » Pavlović (en serbe Александар „Саша“ Павловић) est un joueur serbe de basket-ball, né le 15 novembre 1983. Il joue aux postes d'arrière et d'ailier.
Bien qu'étant originaire du Monténégro, il a choisi de défendre les couleurs de la Serbie,.

## Biographie
En février 2014, il rejoint le Partizan Belgrade où il signe un contrat courant jusqu'à la fin de la saison.
En décembre 2014, Pavlović signe un nouveau contrat avec le Partizan pour pallier l'absence sur blessure d'Edo Murić.
Le 10 juillet 2015, il signe en Grèce au Panathinaïkos.

## Clubs
- 2000-2003 :  KK Budućnost Podgorica
- 2003-2004 :  Jazz de l'Utah
- 2004-2009 :  Cavaliers de Cleveland
- 2009 :  Suns de Phoenix
- 2009 :  Timberwolves du Minnesota
- 2010-2011 :  Mavericks de Dallas — Hornets de La Nouvelle-Orléans
- 2011-2012 :  Celtics de Boston
- 2012-2013 :  Trail Blazers de Portland
- 2014-2015 :  Partizan Belgrade
- 2015-2016 :  Panathinaïkos

## Palmarès

### Club
En Europe
- Champion de Serbie-et-Monténégro : 2001.
- Vainqueur de la Coupe de Serbie-et-Monténégro en 2001.

En NBA
- Finales NBA contre les Spurs de San Antonio en 2007 avec les Cavaliers de Cleveland.
- Champion de la Conférence Est en 2007 avec les Cavaliers de Cleveland.